# Carmen Wegge

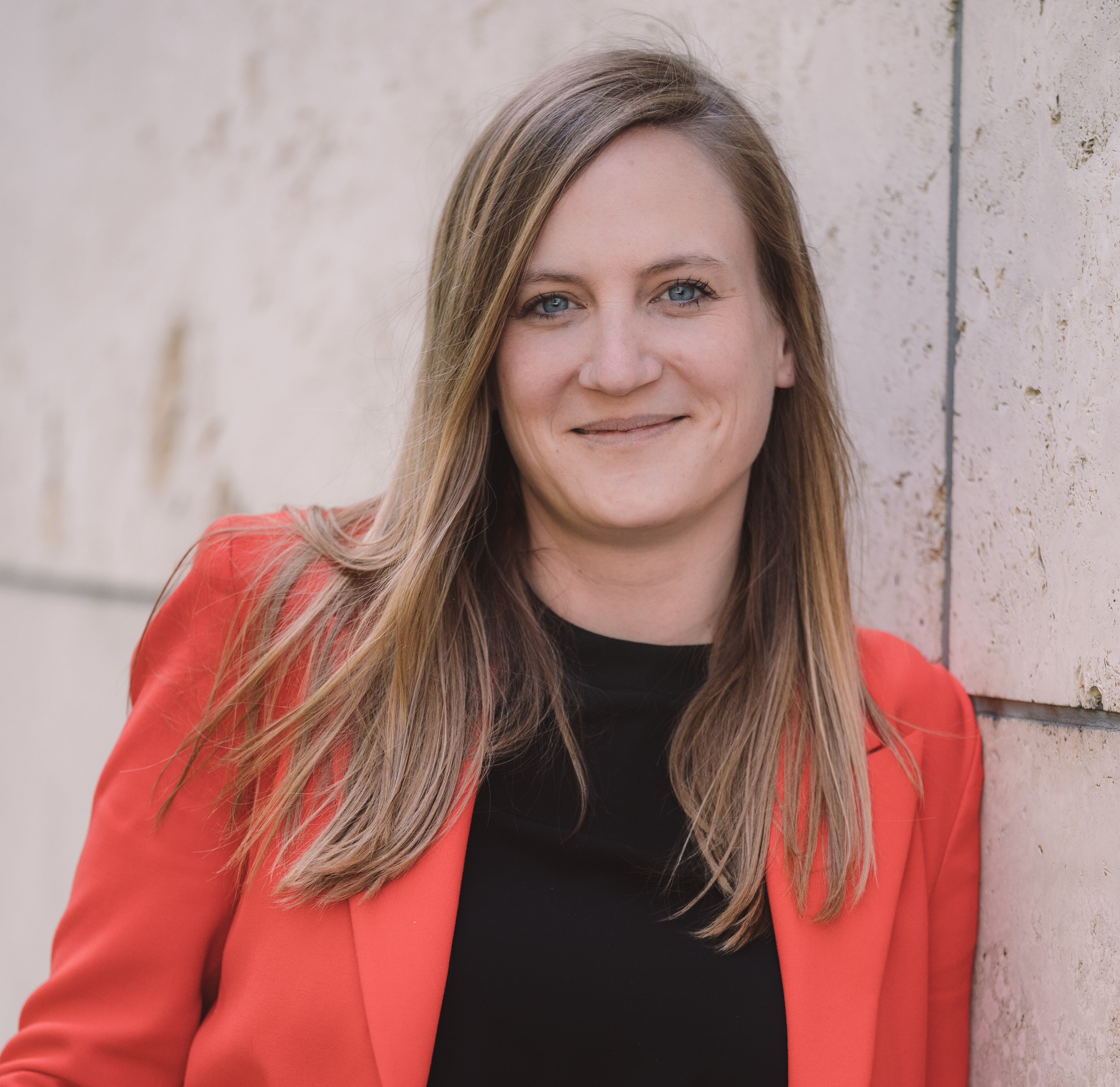
Carmen Wegge (2022)

Carmen Wegge (* 24. September 1989 in Hattingen) ist eine deutsche Politikerin (SPD). Sie ist seit 2021 Mitglied des Deutschen Bundestages. Seit 2025 ist sie Sprecherin der Parlamentarischen Linken sowie Sprecherin für Recht und Verbraucherschutz in der SPD-Bundestagsfraktion.

## Leben
Wegge wuchs in Sprockhövel im Ruhrgebiet auf. Im Alter von 15 Jahren zog sie nach Olching im Landkreis Fürstenfeldbruck. Nach dem Abitur am Gymnasium Gröbenzell im Jahr 2009 studierte sie Rechtswissenschaften an der Ludwig-Maximilians-Universität in München. Im Jahr 2018 legte sie das Zweite Juristische Staatsexamen ab und wurde Regierungsrätin im Integrationsamt Oberbayern. In ihrer Freizeit betreibt sie seit ihrer Jugend Poetry Slam. 
Sie ist verheiratet und Mutter eines Kindes.

## Politische Tätigkeit
Wegge ist seit dem Jahr 2013 Mitglied der SPD. Sie war stellvertretende Landesvorsitzende der Jusos Bayern und vertritt diese aktuell im Landesvorstand der BayernSPD. 
Bei der Bundestagswahl 2021 war Carmen Wegge Direktkandidatin der SPD im Bundestagswahlkreis Starnberg – Landsberg am Lech und zog über die Landesliste in den 20. Deutschen Bundestag ein. Dort war sie ordentliches Mitglied im Ausschuss für Inneres und Heimat, im Rechtsausschuss und Richterwahlausschuss sowie stellvertretendes Mitglied im Ausschuss für Kultur und Medien und im Unterausschuss Europarecht. Wegge war außerdem Mitglied im Gremium nach Artikel 13 Abs. 6 des Grundgesetzes sowie stellvertretende Sprecherin der Arbeitsgruppe Recht der SPD-Bundestagsfraktion.
Seit Oktober 2022 ist sie Sprecherin des Arbeitskreises Säkularität und Humanismus in der SPD.
Zur Bundestagswahl 2025 trat Wegge im Bundestagswahlkreis Starnberg – Landsberg am Lech an und erreichte dort 12,9 Prozent der Stimmen. Über Listenplatz 12 der Landesliste der BayernSPD erreichte sie den Einzug in den 21. Deutschen Bundestag. Dort ist sie Obfrau der SPD im Ausschuss für Recht und Verbraucherschutz. Außerdem ist sie ordentliches Mitglied im Ausschuss für Wahlprüfung, Immunität und Geschäftsordnung sowie Schriftführerin. Stellvertretend ist sie Mitglied im Innenausschuss. Seit der neuen Legislaturperiode ist Wegge die Sprecherin für Recht und Verbraucherschutz ihrer Fraktion. Als Schwerpunkt der rechtspolitischen Arbeit ihrer Fraktion sieht sie vor allem den Gewaltschutz für Frauen und Kinder, die Modernisierung der Justiz sowie insgesamt die Stärkung der Resilienz des Rechtsstaats.

## Politische Positionen
Wegge wird dem linken Flügel der SPD zugerechnet. Innerhalb der SPD-Bundestagsfraktion gehört sie dabei der Parlamentarischen Linken an, deren Sprecherin sie seit Juli 2025 ist. Sie folgte dabei Tim Klüssendorf nach, der nach seiner Wahl zum Generalsekretär der SPD nicht wieder als Sprecher der Parlamentarischen Linken angetreten ist. Innerhalb der SPD ist sie zudem im Forum Demokratische Linke 21.
Sie engagiert sich vor allem für die Gleichstellung von Frauen, eine humane und solidarische Asylpolitik, die Legalisierung von Cannabis und den Kampf gegen Rechtsextremismus. Am 3. Juni 2022 stimmte sie als eine von neun Abgeordneten der SPD-Fraktion gegen das Sondervermögen Bundeswehr.
Seit Beginn ihrer Arbeit im Deutschen Bundestag setzt sich Wegge für die Freigabe von Cannabis ein. Mit ihrem Kollegen Dirk Heidenblut hat sie die Entkriminalisierung von Cannabis in der Ampel-Koalition mitverhandelt. Sie spricht dabei von einem Meilenstein in der deutschen Sucht- und Drogenpolitik.
Gemeinsam mit den beiden SPD-Abgeordneten Anna Kassautzki und Daniel Baldy verfasste Wegge im Juni 2023 ein Positionspapier der SPD-Bundestagsfraktion zum besseren Schutz von Kindern vor sexualisierter Gewalt. Das Papier fordert unter anderem ein Recht auf individuelle Aufarbeitung, die stärkere Prävention vor Cyber-Grooming sowie eine bessere Sensibilisierung für das Thema in den Schulen.
Am 14. November 2024 brachten 236 Abgeordnete, darunter auch Bundeskanzler Olaf Scholz, einen von Wegge und Ulle Schauws initiierten Entwurf in den Bundestag ein, der forderte, die Regelung zum mit Einwilligung der Schwangeren vorgenommenen Schwangerschaftsabbruch vom StGB in das SchKG zu verschieben und dabei zu verändern: Der Schwangerschaftsabbruch soll in den ersten 12 Wochen als rechtmäßig (nicht mehr nur straffrei) gelten und deshalb von der GKV finanziert werden (bei kriminologischer Indikation soll die Frist auf 15 Wochen verlängert werden), die dreitägige Bedenkzeit nach der weiter vorgeschriebenen Schwangerschaftskonfliktberatung soll für Abbrüche innerhalb der ersten 12 Wochen abgeschafft werden (§ 12 SchKG-Entwurf). Die Schwangere soll stets straffrei bleiben (also auch bei für andere Beteiligte strafbar bleibenden rechtswidrigen Spätabbrüchen; § 14 Absatz 4 SchKG-Entwurf).
Ende 2024 brachte Wegge gemeinsam mit Marco Wanderwitz (CDU), Till Steffen (Grüne), Martina Renner (Linke) und Stefan Seidler (SSW) einen Antrag in den Bundestag ein, der die Einleitung eines Verfahrens zur Feststellung der Verfassungswidrigkeit der AfD (gemäß § 21 Absatz 2 des Grundgesetzes) forderte. Der Antrag stützte sich auf den Vorwurf, die AfD verfolge verfassungsfeindliche Bestrebungen. Ziel des Verfahrens: die AfD durch das Bundesverfassungsgericht als verfassungswidrig einzustufen und gegebenenfalls zu verbieten. Der Antrag wurde von einer fraktionsübergreifenden Gruppe von 124 Abgeordneten unterstützt und nach einer Bundestagsdebatte im Januar 2025 in die zuständigen Ausschüssen überwiesen.